# Limnophilomyia (Limnophilomyia) nigripennis
Limnophilomyia (Limnophilomyia) nigripennis is een tweevleugelige uit de familie steltmuggen (Limoniidae). De soort komt voor in het Afrotropisch gebied.